# 長岡市立越路西小学校
長岡市立越路西小学校（ながおかしりつ こしじにししょうがっこう）は、新潟県長岡市不動沢に所在する市立小学校。

## 概要
- 2004年（平成16年）に開校。
  - 全校生徒数185名（1年30名・2年30名・3年27名・4年33名・5年28名・6年37名、2008年（平成20年）度）。

## 沿革
- 2004年（平成16年）
  - 4月1日 - 岩塚小学校・塚山小学校を統合、越路町立越路西小学校として開校。
  - 4月5日 - 校舎竣工式挙行。
  - 4月7日 - 開校記念式典・第1回入学式挙行、校歌紹介。
  - 5月30日 - 開校記念大運動会開催。
  - 10月23日 - 新潟県中越地震発生。避難所開設、11月5日まで臨時休校。
  - 11月8日 - 授業再開。
- 2005年（平成17年）
  - 2月8日 - 児童会主催「冬雪祭」開催。
  - 3月24日 - 第1回卒業式挙行。
  - 4月1日 - 長岡市への編入合併に伴い現校名に改称。
  - 6月28日 - 集中豪雨により午前で授業終了、翌日臨時休校。
- 2006年（平成18年）4月1日 - 2学期制開始。
- 2007年（平成19年）7月16日 - 新潟県中越沖地震発生。

## 交通
- 電車
  - JR東日本信越本線塚山駅徒歩20分
- 路線バス
  - 越後交通　西小学校前バス停徒歩30秒

## 通学区域
越路西小学校への通学区域は以下。
- 沢下条　飯塚　岩田　不動沢　東谷　西谷　塚野山　千谷沢　上 新田　下新田。